# HD 132242
HD 132242，又名CD-42 9871，SAO 225351、HR 5580，是一颗恒星，视星等为6.1，位于銀經326.39，銀緯13.81，其B1900.0坐标为赤經14h 52m 53.4s，赤緯-42° 13.81′ 33″。